# Symplocos viridissima
Symplocos viridissima är en tvåhjärtbladig växtart som beskrevs av August Brand. Symplocos viridissima ingår i släktet Symplocos och familjen Symplocaceae. Inga underarter finns listade i Catalogue of Life.